# Cessieu
Cessieu ist eine französische Gemeinde mit 3.257 Einwohnern (Stand: 1. Januar 2022) im Département Isère in der Region Auvergne-Rhône-Alpes. Sie gehört zum Arrondissement La Tour-du-Pin und zum Kanton La Tour-du-Pin. Die Einwohner werden Cessieutois(es) genannt.

## Geographie
Cessieu liegt etwa 47 Kilometer südöstlich von Lyon am Fluss Bourbre, in den hier der Hien einmündet. Umgeben wird Cessieu von den Nachbargemeinden Ruy im Norden und Westen, Rochetoirin im Osten und Nordosten, Saint-Victor-de-Cessieu im Süden und Südosten sowie Sérézin-de-la-Tour im Südwesten.
Im Gemeindegebiet liegt das Autobahndreieck zwischen der Autoroute A43 und der Autoroute A48. Im Südosten liegt der Flugplatz von La Tour-du-Pin.

## Bevölkerungsentwicklung
| Jahr                       | 1962 | 1968 | 1975 | 1982 | 1990 | 1999 | 2006 | 2017 |
| -------------------------- | ---- | ---- | ---- | ---- | ---- | ---- | ---- | ---- |
| Einwohner                  | 1343 | 1609 | 1610 | 1682 | 2025 | 2112 | 2526 | 2984 |
| Quellen: Cassini und INSEE |      |      |      |      |      |      |      |      |

## Sehenswürdigkeiten
- neogotische Kirche Saint-Martin, erbaut 1863 bis 1866
- Kapelle von La Salette, 1864 erbaut
- Kapelle Saint-Joseph
- Uhrenturm aus dem 12. Jahrhundert, Rest der Ortsbefestigung

## Gemeindepartnerschaft
Mit der italienischen Gemeinde Civitella Roveto in der Provinz L’Aquila (Abruzzen) besteht seit 2004 eine Partnerschaft.